# Diospyros melanoxylon
El ébano coromandel (Diospyros melanoxylon) es una especie de árbol de la familia Ebenaceae que es originario del sur de la India y Sri Lanka.  Su nombre vulgar proviene de la costa sudeste de la India, Coromandel. 

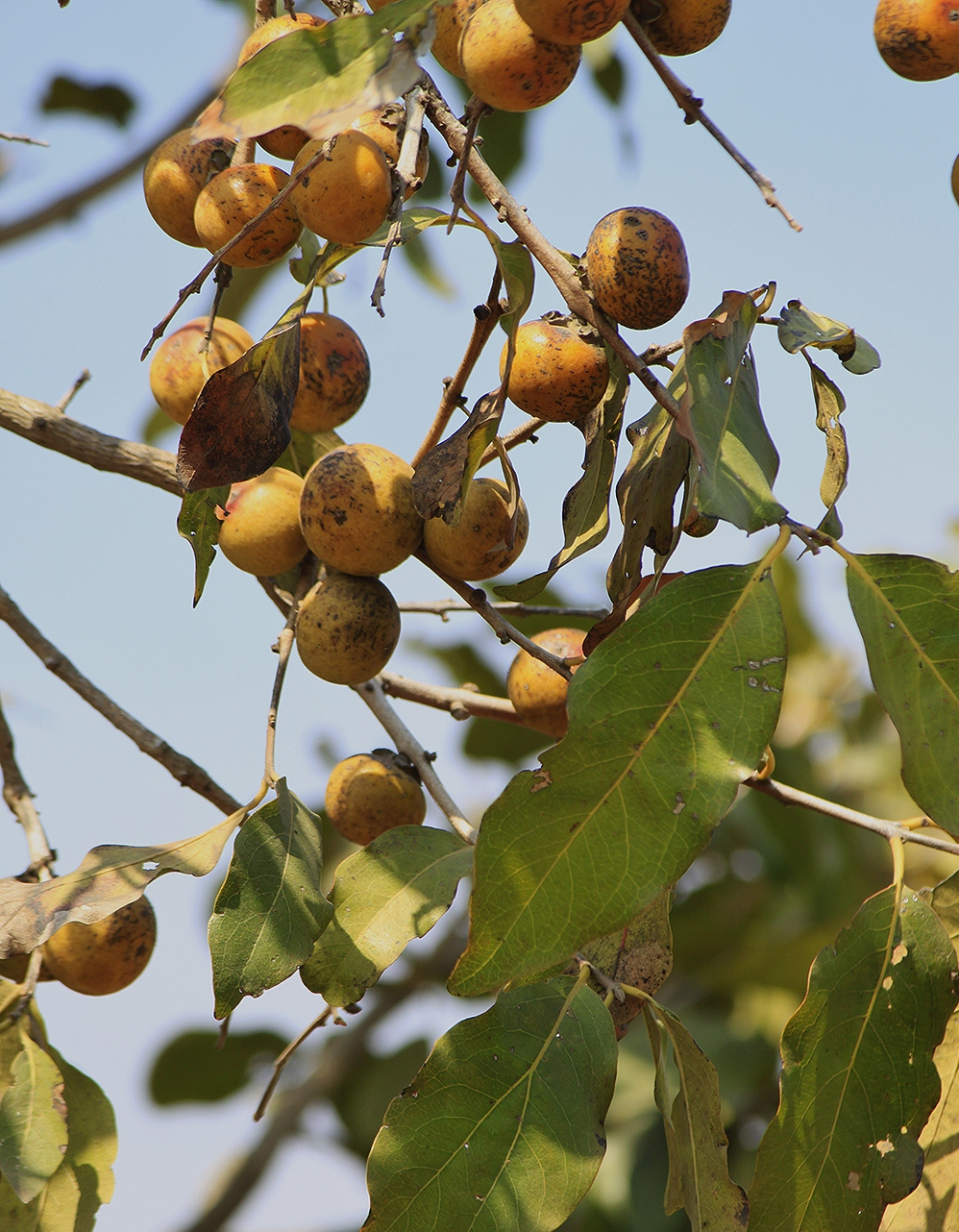
Frutos

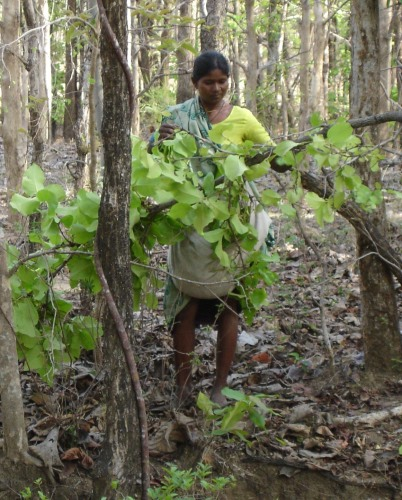
Hojas

## Usos
Además de utilizarse como fuente de una madera de calidad para ebanistería, también se utiliza en la elaboración de un tipo de cigarrillo indio llamado beedi, siendo una hoja de Diospyros melanoxylon, plegada sobre sí y atada, el envoltorio que conforma parte de este cigarrillo en cuyo interior se coloca el tabaco.

## Propiedades
La hoja del árbol contiene valiosas flavonas. Los pentacíclicos triterpenos que se encuentran en las hojas poseen propiedades antimicrobianas, mientras que la corteza muestra actividad antihiperglucémica. La corteza de cuatro especies de Diospyros que se encuentran en la India se ha determinado que tienen significativos efectos antiplasmodial contra el Plasmodium falciparum , que causa la malaria en los seres humanos.

## Taxonomía
Diospyros melanoxylon fue descrita por William Roxburgh  y publicado en Pl. Coromandel i. 36. t. 46. 1795.
Etimología
Diospyros: nombre genérico que proviene de (διόσπυρον) del griego Διός "de Zeus" y πυρός "grano", "trigo" por lo que significa originalmente "grano o fruto de Zeus". Los autores de la antigüedad usaron el vocablo con sentidos diversos: Teofrasto menciona un   diósp¯yros –un árbol con pequeños frutos comestibles de huesecillo duro–, el que según parece es el almez (Celtis australis L., ulmáceas), y Plinio el Viejo (27.98) y Dioscórides lo usaron como otro nombre del griego lithóspermon, de líthos = piedra y spérma = simiente, semilla, y que habitualmente se identifica con el Lithospermum officinale L. (boragináceas). Linneo tomó el nombre genérico de Dalechamps, quien llamó al Diospyros lotus "Diospyros sive Faba Graeca, latifolia".
melanoxylon: epíteto latino que significa "árbol negro".
Variedades;
- Diospyros melanoxylon var. tupru (Buch.-Ham.) V.Singh

Sinonimia
- Diospyros dubia Wall. ex A.DC.
- Diospyros exsculpta Bedd.
- Diospyros roylei Wall. ex A.DC.
- Diospyros wightiana Wall.[10]

var. tupru (Buch.-Ham.) V.Singh
- Diospyros exsculpta Dalzell & Gibson
- Diospyros montana B.Heyne ex A.DC.
- Diospyros rubiginosa Roth
- Diospyros tupru Buch.-Ham.